# カプチーノはお熱いうちに
『カプチーノはお熱いうちに』（カプチーノはおあついうちに、Allacciate le cinture）は2014年のイタリアのドラマ映画。
フェルザン・オズペテク監督が、親しい友人が乳がんを患ったことをきっかけに製作した作品で、1組の男女の波乱に満ちた愛の行方を描いている。出演はカシア・スムトゥニアクとフランチェスコ・アルカなど。
原題「Allacciate le cinture」は「シートベルトをおしめください」の意味で、監督は「人生では困難にぶつかることもあるので、気をつけるようにという意味合い」と述べている。

## ストーリー
南イタリアのレッチェでカフェのウエイトレスとして働くエレナは、ある日、同僚で親友のシルヴィアの恋人アントニオと出会う。差別的な考えを持つ粗野なアントニオに反感を抱いたエレナと、彼女を傲慢な女と思っているアントニオは互いに反発し合っていたが、次第に惹かれ合うようになり、遂に結ばれる。
13年後、エレナは親友で弟のような存在であるゲイの青年ファビオと共同経営しているカフェが大繁盛し、アントニオとの間にもうけた2人の子の世話など、忙しい日々を送っていたが、考え方も生き方も異なるアントニオとの夫婦仲は冷めたものとなっていた。そんなある日、エレナは既に手のつけられない状態の乳がんであることを知る。これをきっかけにアントニオとの絆を取り戻したエレナは周囲の人々の励ましの中で治療を受ける。しかし、病状は悪化を続け、絶望したエレナは病院を飛び出してしまう。そんな彼女をアントニオは思い出の海に連れていく。そこで彼女は13年前を思い出す。
エレナとアントニオの関係に気づいたファビオや母、叔母から激しく責められたエレナは、シルヴィアに全てを告白することになる。ところが、シルヴィアがエレナの恋人ジョルジョとの関係を先に告白してしまったことから、全ては丸く収まり、エレナとシルヴィア、ファビオの3人は改めて互いの友情を確認し合う。

## キャスト
- エレナ: カシア・スムトゥニアク - カフェのウエイトレス。
- アントニオ: フランチェスコ・アルカ（イタリア語版） - ディスレクシアの整備工。
- ファビオ: フィリッポ・シッキターノ - エレナのゲイの親友。
- シルヴィア: カロリーナ・クレシェンティーニ（イタリア語版） - エレナの奔放な親友。アントニオの恋人。
- ジョルジョ: フランチェスコ・シャンナ（イタリア語版） - エレナの金持ちの恋人。
- アンナ: カルラ・シニョーリス（イタリア語版） - エレナの母。
- カルメラ/ヴィヴィアナ/ドーラ: エレナ・ソフィア・リッチ（イタリア語版） - エレナの個性的な叔母。
- エグレ: パオラ・ミナッチョーニ（イタリア語版） - エレナと同室のがん患者。
- マリクラ: ルイーザ・ラニエリ（イタリア語版） - 美容師。アントニオの愛人。
- ディアーナ: ジュリア・ミケリーニ（イタリア語版） - カフェの常連客の医学生。のちにエレナの主治医に。

## 映画賞
| 賞                             | 部門                           | 対象                                | 結果       |
| ------------------------------ | ------------------------------ | ----------------------------------- | ---------- |
| ダヴィッド・ディ・ドナテッロ賞 | 監督賞                         | フェルザン・オズペテク              | ノミネート |
| ダヴィッド・ディ・ドナテッロ賞 | 主演女優賞                     | カシア・スムトゥニアク              | ノミネート |
| ダヴィッド・ディ・ドナテッロ賞 | 助演女優賞                     | パオラ・ミナッチョーニ              | ノミネート |
| ダヴィッド・ディ・ドナテッロ賞 | 撮影賞                         | ジャンフィリッポ・コルティチェッリ  | ノミネート |
| ダヴィッド・ディ・ドナテッロ賞 | 音楽賞                         | パスクァーレ・カタラーノ            | ノミネート |
| ダヴィッド・ディ・ドナテッロ賞 | 美術賞                         | マルタ・マッフッチ                  | ノミネート |
| ダヴィッド・ディ・ドナテッロ賞 | 衣裳賞                         | アレッサンドロ・ライ                | ノミネート |
| ダヴィッド・ディ・ドナテッロ賞 | メイクアップ賞                 | エルマンノ・スペラ                  | ノミネート |
| ダヴィッド・ディ・ドナテッロ賞 | ヘアスタイリング賞             | フランチェスカ・デ・シモーネ        | ノミネート |
| ダヴィッド・ディ・ドナテッロ賞 | 編集賞                         | パトリツィオ・マローネ              | ノミネート |
| ダヴィッド・ディ・ドナテッロ賞 | 音響賞                         | マルコ・グリッロ ミルコ・パンターラ | ノミネート |
| ナストロ・ダルジェント賞       | 最優秀作品監督賞               | フェルザン・オズペテク              | ノミネート |
| ナストロ・ダルジェント賞       | 主演女優賞                     | カシア・スムトゥニアク              | 受賞       |
| ナストロ・ダルジェント賞       | 助演女優賞                     | パオラ・ミナッチョーニ              | 受賞       |
| ナストロ・ダルジェント賞       | 撮影賞                         | ジャンフィリッポ・コルティチェッリ  | ノミネート |
| ナストロ・ダルジェント賞       | 編集賞                         | パトリツィオ・マローネ              | ノミネート |
| ナストロ・ダルジェント賞       | 作曲賞                         | パスクァーレ・カタラーノ            | ノミネート |
| ナストロ・ダルジェント賞       | キャスティング・ディレクター賞 | ピノ・ペレグリノ                    | 受賞       |